# SV Weißblau-Allianz München
Der SV Weißblau-Allianz München e. V. ist ein Sportverein aus München. Die Tischtennis-Herrenmannschaft spielte um 1970 zwei Jahre lang in der Bundesliga.
Betreiber des Breitensportvereins mit Vereinsablegern in ganz Deutschland ist die Allianz-Versicherung. Es gibt 20 Abteilungen. Die mehr als 4000 Mitglieder (Stand Dezember 2010) sind zum großen Teil Mitarbeiter oder Angehörige von Mitarbeitern der Allianz-Gesellschaften und der Münchener Rückversicherung.

## Vereinschronik
Der Verein wurde 1926 mit den Sparten Fußball, Leichtathletik, Faustball sowie Turnen für Männer und Frauen gegründet. Im Gründungsjahr hatte er 235 Mitglieder. Weitere Abteilungen wurden geschaffen: 1931 Tennis, 1932 Tischtennis und Skisport, 1933 Handball und Schwimmen, 1935 Schach und Jiu-Jitsu.
An den Olympischen Sommerspielen 1936 nahmen folgende Vereinsmitglieder teil:
- Helmut Hamann, Berlin: Bronzemedaille in der 4 × 400-m-Staffel
- Hermann Stork, Frankfurt: Bronzemedaille im Turmspringen
- Anneliese Kapp, Frankfurt: Bronzemedaille im Turmspringen
- Erwin Casmir, Frankfurt: Bronzemedaille im Florett- und Säbel-Mannschaftsfechten
- Siegfried Lerdon, Berlin: Bronzemedaille im Florett-Mannschaftsfechten
- Manfred Kersch, Frankfurt: Ausscheiden im 100-Meter-Vorlauf

Während des Zweiten Weltkrieges kam der Sportbetrieb weitgehend zum Erliegen. Ab März 1948 wurden die Aktivitäten wieder aufgenommen. 1951 gab es wieder neun Abteilungen. Weitere Sparten kamen in den folgenden Jahren hinzu.
Im Jahre 2017 kündigte die Allianz-Versicherung dem Verein den Nutzungsvertrag für das genutzte Sportgelände an der Osterwaldstraße in München, sodass der Verein das Gelände bis Ende Juli 2018 hätte räumen müssen. Die Kündigung wurde jedoch wegen massiven Widerstands der Mitglieder und der Stadt München wieder zurückgenommen. Es wurde ein neuer, langfristiger Erbbaurechtsvertrag mit einer Laufzeit von 35 Jahren geschlossen. Gleichzeitig erhielt die Stadt München das grundsätzliche Vergaberecht für die Sportflächen, inklusive der Dreifach-Turnhalle und des Schwimmbads (ausgenommen die Tennisanlagen), um diese für den ergänzenden Schul-, Vereins-, und Breitensport nutzen zu können. Der Verein soll hinsichtlich der genannten Flächen für einen zehnjährigen Übergangszeitraum bei den Belegungszeiten bevorzugt berücksichtigt werden.

## Tischtennis
Die Tischtennisabteilung wurde am 1. September 1932 gegründet. Die erste Herrenmannschaft erreichte 1962 die Oberliga, die damals höchste deutsche Spielklasse. Allerdings verfehlte sie im Folgejahr den Klassenerhalt. 1966 gelang die Rückkehr. Mit Hilfe von Conny Freundorfer, Detlef Siewert, Radivoj Hudetz, Weber, Fritz Wildner und Michael Normann stieg sie 1968 in die inzwischen geschaffene Bundesliga auf. Hier wurde sie Letzter und musste absteigen. Auf Anhieb gelang 1970 der Wiederaufstieg mit Conny Freundorfer, Detlef Siewert, Bernd Deffner, Richard Lampersberger, Klaus Maier und Fritz Wildner. Jedoch konnte die Mannschaft auch diesmal die Klasse nicht halten.
Als die Mannschaft 1971/72 in der Oberliga nur Zweiter wurde und den Aufstieg verpasste, löste sich das Team auf. In den nächsten 20 Jahren pendelte die Mannschaft zwischen Oberliga, Bayernliga und Landesliga. 1984 wurde die Seniorenmannschaft Deutscher Senioren-Meister.
In der Saison 2010/11 treten vier Herrenmannschaften an. Die Erste spielt in der Bayernliga.